# Иессен, Александр Александрович
Александр Александрович Иессен (11 июля 1896, Санкт-Петербург — 31 марта 1964, Ленинград) — советский археолог, специалист по археологии и древней истории Кавказа бронзового века, по истории производства металла на территории СССР при первобытно общинном строе. Автор ряда работ по межплеменным и этнокультурным связям и первобытному искусству.

## Биография
Александр Иессен родился 11 (23) июля 1896 года в Санкт-Петербурге. После окончания гимназии в 1913 году, он учился в Михайловском артиллерийском училище. Окончив ускоренные курсы в 1916 году, Иессен участвовал в Первой мировой войне, а в 1919—1922 годах служил в РККА.
В 1925 году Иессен окончил Археологическое отделение факультета общественных наук Ленинградского университета. Был учеником А. А. Миллера. С 1926 работал в Государственной академии истории материальной культуры (ГАИМК). С 1937 был старшим научным сотрудником, в 1934 стал учёным секретарём Института археологической технологии.
Наряду с постоянной работой в ЛОИА АН СССР в должности старшего научного сотрудника Александр Александрович Иессен с 1927 по 1960 год проработал в Государственном Эрмитаже. Он был здесь одним из создателей и руководителей (1936—1955 годы) отдела истории первобытной культуры. Во время Великой Отечественной войны Иессен был одним из руководителей эвакуации коллекций Эрмитажа в Свердловск.
В 1944—1945 годах Иессен являлся профессором Уральского университета.

## Научная деятельность
Руководил раскопками памятников от неолита до Средневековья на Северном Кавказе и в Закавказье (Уч-Тепе) и др., в Восточном и Центральном Казахстане (в том числе древние выработки на медь, олово и золото), по трассе Волго-Донского канала, в Среднем Прикамье (в том числе палеолитическая стоянка имени Талицкого).
Разработал хронологическую схему памятников Северного Кавказа от энеолита до раннего железного века, определив в ней место Майкопского кургана, памятников новочеркасского типа (смотрите Новочеркасский клад), Келермеса и др.

## Семья
- Отец - Александр Людвигович Иессен
- Мать - Мария Робертовна Иессен[2]

## Основные публикации
- К вопросу о древнейшей металлургии меди на Кавказе // Изв. Государственной академии истории материальной культуры. Л., 1935. Вып. 120;
- Иессен А. А. Древнейшая металлургия Кавказа и её роль в Передней Азии // III Международный конгресс по иранскому искусству и археологии М.-Л., 1939. С. 91-103.
- Иессен А. А. Археологические памятники Кабардино-Балкарии (Значение древних памятников республики) // МИА. № 3. 1941. С. 7-50.
- Греческая колонизация Северного Причерноморья, её предпосылки и особенности. Л., 1945;
- К хронологии «больших кубанских курганов» // Советская археология. 1950. Вып. 12;
- Прикубанский очаг металлургии и металлообработки в конце медно-бронзового века // Материалы и исследования по археологии СССР. 1951. № 23;
- Некоторые памятники VIII—VII вв. до н. э. на Северном Кавказе // Вопросы скифо-сарматской археологии. М., 1954;
- Кавказ и Древний Восток в IV и III тысячелетиях до н. э. // Краткие сообщения Института археологии АН СССР. 1963. Вып. 93;
- Труды Азербайджанской археологической экспедиции. М.; Л., 1965. Т. 2[1].
- Иессен А. А. Моздокский могильник в ряду памятников Северного Кавказа // А. А. Иессен, Б. Б. Пиотровский. Моздокский могильник. Археологические экспедиции Гос. Эрмитажа. Вып. 1. — Л., 1940 — С. 22-53.